# Trichosteleum fusco-virescens
Trichosteleum fusco-virescens là một loài rêu trong họ Sematophyllaceae. Loài này được Paris & Broth. mô tả khoa học đầu tiên năm 1904.